# Swarzędz
Swarzędz és una ciutat de Polònia, es troba al voivodat de Gran Polònia, a 10 km de Poznań, la capital de la regió. El 2017 tenia 30.739 habitants.

## Història
Swarzędz fou fundada al segle xiv. Per la seva posició estratègica a la ruta entre Poznań i Mazovie, la vila cresqué ràpidament. Obtingué els drets de ciutat el 1638. El 1793, durant el repartiment de Polònia, prop de 2.500 habitants passaren a ser prussians. El 1807 tornà sota sobirania polonesa, però el 1815 tornà a Prússia. El 1919, després de la Primera Guerra Mundial tornà definitivament a Polònia. Quedà ocupada durant la Segona Guerra Mundial.

## Agermanaments
- Ronnenberg, Alemanya
- Fredersdorf-Vogelsdorf, Alemanya